# Buteni
Buteni é uma comuna romena localizada no distrito de Arad, na região histórica da Transilvânia. A comuna possui uma área de 92.84 km² e sua população era de 3458 habitantes segundo o censo de 2007.